# Tom Veelers
Tom Veelers, född 14 september 1984 i Ootmarsum, är en professionell tävlingscyklist från Nederländerna. Han tävlar för UCI Professional Continental-stallet Skil-Shimano. Han vann Paris-Roubaix för U23-cyklister under 2006.

## Biografi

### Löwik Meubelen-Tegeltoko
Tom Veelers debuterade som amatör med Löwik Meubelen-Tegeltoko 2003. Redan tidigare hade han vunnit de nederländska nationsmästerskapen för junior (1998 och 2002). Under säsongen 2000 blev han bronsmedaljör i nationsmästerskapen för noviser. 
Under sitt första år med Löwik-Tegeltoko blev han trea på Ster van Zwolle. Han vann Ronde van Zuid-Holland framför Martijn Maaskant och Mathieu Heijboer. I mars slutade han på andra plats i Köln-Schuld-Frechen bakom landsmannen Marco Bos. Veelers vann Parel van de Veluwe framför Pascal Hermes och Marc de Maar. I september slutade han tvåa på Classic 2000 Borculo bakom Paul van Schalen.
Han fortsatte cykla för Löwik Meubelen-Tegeltoko under säsongen 2004. Han slutade tvåa i Ronde van Midden-Brabant bakom landsmannen Niki Terpstra. I april slutade han trea på ZLM Tour bakom Kenny Van Hummel och Marvin Van Der Pluijm. I maj slutade han trea på etapp 4 av Berliner Rundfahrt innan han vann tävlingen framför Andreas Welsch och Kasper Klostergård. I juni vann han Profronde van Fryslân med anledning av Ex aequo et bono, utifrån det skäliga och goda. De övriga vinnarna var Arne Kornegoor, Rudie Kemna, Matthé Pronk, Eelke Van Der Wal, Allan Bo Andresen, Thorwald Veneberg, Roy Sentjens, Bobbie Traksel, Erik Dekker, Paul van Schalen, Arno Wallaard, Bert Hiemstra, Igor Abakoumov, Gerben Löwik, Rik Reinerink, Nico Mattan, Niels Scheuneman, Preben Van Hecke, Dennis Haueisen, Stefan Kupfernagel och Marvin Van Der Pluijm. Veelers slutade trea på de nederländska nationsmästerskapen för U23-cyklister bakom Bastiaan Giling och Kenny van Hummel. Han fortsatte säsongen med att vinna mindre tyska tävlingarna i Coesfeld och Witten-Heven. Han fortsatte till de europeiska mästerskapen där han blev silvermedaljör i linjelopp bakom den lettiska cyklisten Kalvis Eisaks. I slutet av säsongen slutade han tvåa på cykelcrosstävlingen i Eibergen bakom sin landsman Rudie Kemna.

### Rabobank Continental
Inför säsongen 2005 blev han kontrakterad av Rabobank Continental. Han slutade trea på etapp 1 och 2a av Le Triptyque des Monts et Châteaux-Frasnes. I mars slutade Veelers trea på Ronde van Drenthe bakom Marcel Sieberg och Kirk O'Bee. Tom Veelers fortsatte säsongen genom att vinna etapp 5 av Tour du Loir-Et-Cher "E. Provost". Han slutade tvåa på etapp 1 av Olympia's Tour bakom Hans Dekkers. Den 31 augusti 2005 tog Veelers tredje platsen på etapp 1 av Hessen Rundfahrt bakom Jean-Patrick Nazon och Aljaksandr Usau.
Han fortsatte med Rabobank Continental under säsongen 2006. I februari slutade han tvåa på den belgiska tävlingen Beverbeek Classic-Hamont Achel bakom Evert Verbist. Han vann etapp 5, 6 och 8 av Olympia's Tour, han slutade också trea på etapp 7, innan han blev segrare av tävlingen framför Jacob Moe Rasmussen och Rick Flens. Säsongens stora seger tog han dock den 28 maj när han vann Paris–Roubaix Espoirs bakom Kristoffer Gudmund Nielsen och Pieter Vanspeybrouck. I juni slutade han tvåa på prologen av Boucles de la Mayenne och två månader senare blev han trea på etapp 4 av Vuelta Ciclista a Leon.
I mars 2007 slutade han trea på etapp 1 av Volta ao Distrito de Santarém bakom Javier Benitez och Robert Hunter. Han slutade trea på etapp 2a av Tour de Normandie. I april slutade han trea på etapp 1 av Tour de Bretagne bakom Edvald Boasson Hagen och Jürgen Roelandts. Han slutade tvåa på etapp 9 av Olympia's Tour, innan han slutade trea på tävlingen bakom Thomas Berkhout och Martijn Maaskant. I slutet av maj slutade Tom Veelers tvåa på etapp 2 av Vuelta Ciclista a Navarra bakom Mattia Gavazzi. I juni slutade han trea på etapp 2 av OZ Wielerweekend, under tävlingen slutade han tvåa på etapp 3, innan han vann tävlingen med 14 sekunder framför Bobbie Traksel och 25 sekunder framför Arnaud van Groen. Senare samma månad vann han prologen av Boucles de la Mayenne framför Romain Feillu och Nicolas Vogondy. I augusti slutade han tvåa på etapp 3 av Vuelta Ciclista a Leon.

### Skil-Shimano
Tom Veelers blev professionell tävlingscyklist med Skil-Shimano inför säsongen 2008. I början av 2008 slutade hans Skil-Shimano trea på etapp 1 av Tour of Qatar bakom Quick Step och Slipstream-Chipotle Presented by H30. I maj slutade han trea på Ronde van Overijssel bakom Robin Chaigneau och Bobbie Traksel. Tom Veelers vann etapp 6 av Tour of Qinghai Lake i juli 2008. I oktober slutade Tom Veelers trea bakom Hans Dekkers och Tom Boonen på den belgiska tävlingen Nationale Sluitingsprijs.
2009 startade med en andra plats på etapp 1 av Vuelta a Andalucia (Ruta del Sol) bakom italienaren Danilo Napolitano. Han slutade på fjärde plats på etapp 2 av Paris-Nice bakom Heinrich Haussler, Mark Renshaw och Mirco Lorenzetto; vilket var nederländarens första uppvisande för en stor publik. Senare under säsongen slutade han trea på Luxemburg runts första etapp bakom Napolitano och belgaren Steven Caethoven. Tom Veelers slutade på andra plats på Tour de Qinghai Lakes fjärde etapp bakom Valentin Iglinskij. Senare under tävlingen vann han etapp 9. Veelers slutade på fjärde plats på etapp 2 av Circuit Franco-Belge bakom Tyler Farrar, Aljaksandr Usau och Jimmy Casper.

## Stall
- 2003 Löwik-Tegeltoko
- 2004 Löwik Meubelen-Tegeltoko
- 2005-2007 Rabobank Continental
- 2008- Skil-Shimano